# Río Barron (Ontario)

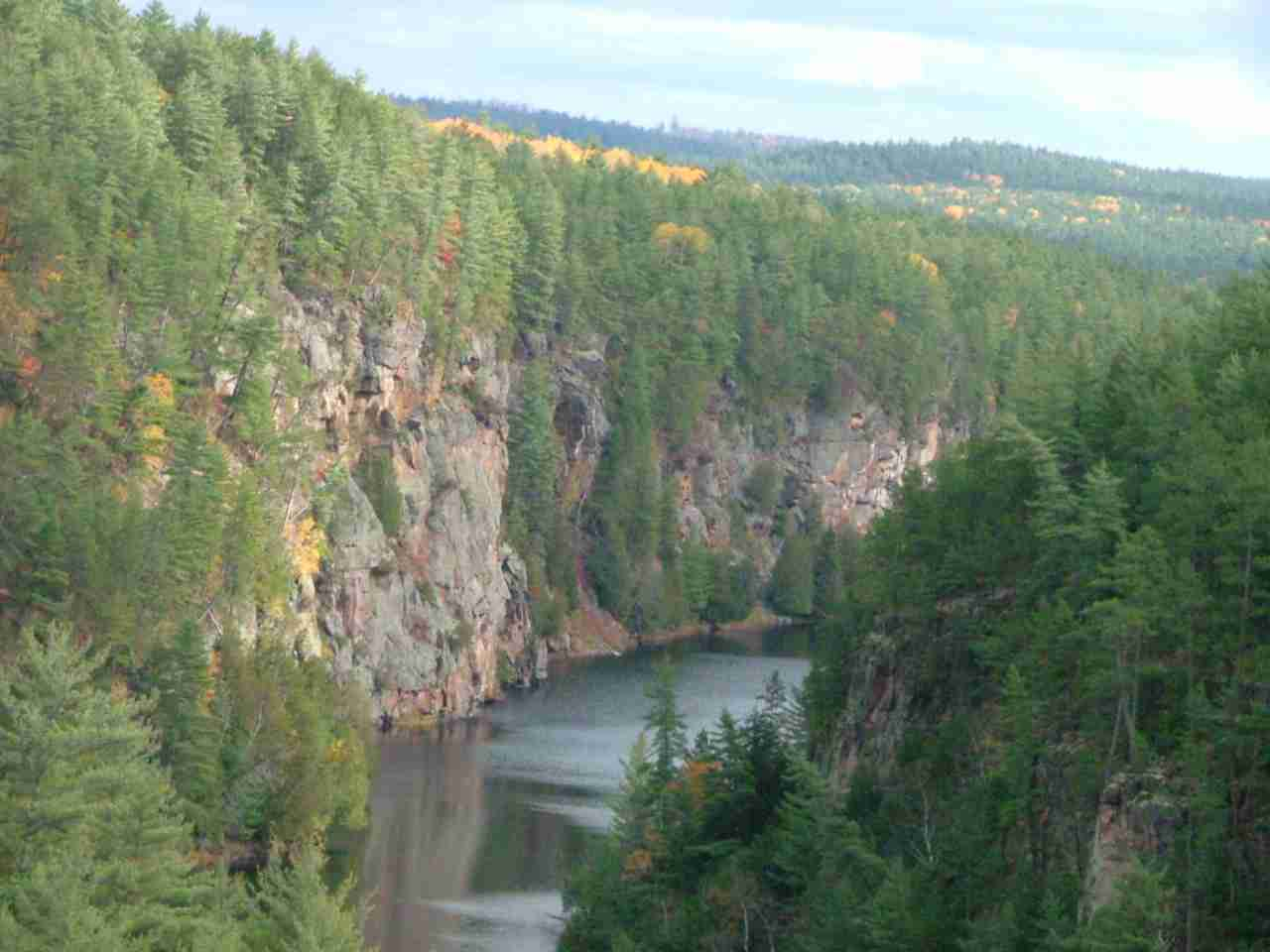
Otra vista del cañón Barron

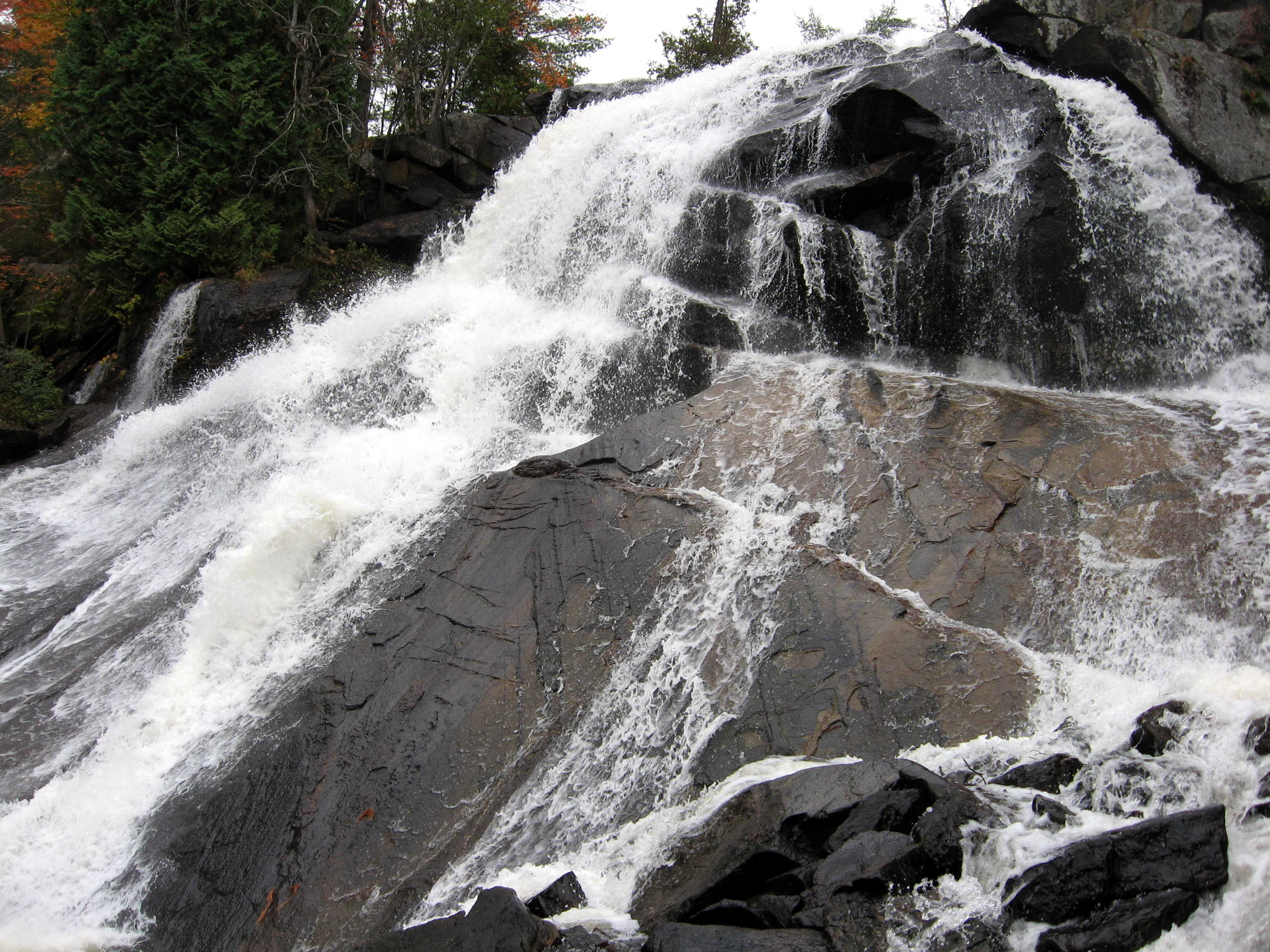
Gran cascada del río Barron.

El río Barron (del inglés: 'Barron River'); en francés: rivière Barron es un corto río de Canadá, la rama sur del río Petawawa, que corre por el norte del Parque Algonquin, en el este de la provincia de Ontario. El río fluye desde el lago Barron Stratton cerca del campamento Achray (Ontario) y se une al Petawawa cerca de la homónima ciudad de Petawawa.
Hace aproximadamente 10 000 años, este río fue una toma principal de agua del deshielo de los glaciares de la región. Se cree que por un corto tiempo fue la salida del Lago Agassiz. El Cañón Barron, de 100 metros de profundidad, se formó durante esa época. Las rocas expuestas en el Cañón forman parte del Escudo Canadiense. Una ruta popular de canotaje pasa por el cañón y es posible llegar al borde del cañón por medio de senderos.
El río Barron se encuentra dentro de una falla geológica relacionadas con la Ottawa-Bonnechere Graben. 
Las cascadas del río incluyen la cascada Brigham y la cascada Alta. 
El río fue un importante corredor de troncos, durante la última parte de la década de 1800 y principios de 1900, cuando sus niveles de agua fueron cuidadosamente manipulados para facilitar el transporte de madera hacia el Río Ottawa y más adelante. El Cañón Barron era el escenario de ruidosas sierras de disco para la tala de árboles cada primavera. El nombre de los madereros utilizados para los acantilados era el "Capas". El transporte de los rollizos por medio de este método, era una tarea peligrosa y las pruebas se pueden encontrar en las tumbas que aún se encuentran en el borde de los ríos Petawawa y Barron. 
El cañón sigue mostrando cierta actividad geológica en forma de desprendimientos de rocas y deslizamientos de tierra.